# ウニオン・フェノーサ
ウニオン・フェノーサ(スペイン語: Unión Fenosa)はガスと電気の生産・流通を行うスペインの企業。
11120メガワットの容量を持っており、890万人の顧客を持つ。本社はマドリードにあり、社長はPedro López Jiménez。以前はIBEX 35の企業の一つであった。現在はガス・ナトゥラルグループの一部となり、ガス・ナトゥラル・フェノーサの名称で事業を行っている。

## 歴史
「ウニオン・エレクトリカ・フェノーサ」（スペイン語: Unión Eléctrica Fenosa）という名称は、1912年にウニオン・エレクトリカ・マドリレーニャという社名で設立されたウニオン・エレクトリカと、後にフェノーサ伯爵に叙されたペドロ・バリエ・デ・ラ・マサによってラ・コルーニャで設立されたフエルサ・エレクトリカ・デル・ノロエステ（スペイン語: Fuerzas Eléctricas del Noroeste S.A.、北西電力会社の意）の合併によって1982年11月23日に誕生した。つまり、この企業の起源はマドリードとガリシアにある。
フェノーサはペドロ・バリエ・デ・ラ・マサが所有していたファブリカ・デ・ガス・イ・エレクトリシダと共和国支持が故にフランコ側によって銃殺された企業家ホセ・ミニョーネス所有のエレクトラ・ポプラール・コルニェサの強制的な合併によって生まれた。
1986年には手始めにウルグアイの企業ウシーナス・イ・トランスミショーネス・エレクトリカスと提携契約を結び、海外進出に乗り出した。1988年には計画の推進企業として参加していたトリージョ原子力発電所の操業が開始された。
1992年には初の海外直接投資に乗り出し、1994年には再生可能エネルギーを推進するためにウニオン・フェノーサ・エネルヒーアス・エスペシアーレス社を設立した。
1989年に開始された2年ごとの展示会（ビエンナーレ）の成功の後、1995年にア・コルーニャに「モストラ・ウニオン・フェノーサ」と命名されたウニオン・フェノーサ近代美術館を設立した。
また、電気通信分野の自由化後には、同分野に参入し、1998年に携帯電話企業Airtelに出資、翌年企業グループAúna（RetevisiónとAmenaによって構成）に売却した。
2000年にエジプトの石油会社と契約、ガス採掘権の許可を得、同分野において有利な地歩を築いた。またグループ内の技術専門企業を集約してSoluzionaを設立した。
2001年メキシコで、ウニオン・フェノーサが手掛けた初のガスタービンコンバインドサイクル発電方式のエルモシージョ発電所が操業開始。2002年他分野（ガス、電気通信分野など）での事業展開を考慮し、社名より電気を意味する「エレクトリカ」を除去。
国際的なガス市場でのポジションを強化するために、2003年に戦略的出資として「ウニオン・フェノーサ・ガス」の株主にイタリア企業ENIが50%の持ち分で入った。
ガス・ナトゥラルとの合併以前に、ウニオン・フェノーサ・グループは15か国で事業展開を行っていた。

### ガス・ナトゥラルによる吸収合併
2008年7月、ウニオン・フェノーサに出資する筆頭株主のACSにガス・ナトゥラルから買収の申し入れがあり、それを同社は承諾した。
翌年4月、ガス・ナトゥラルによる株式公開買付けが行われ、発行済み株式の34.75%、317,655,538株を取得、執行権を掌握するための69.54%の投票権を得た。
公開買付けの後、4月14日までにガス・ナトゥラルはウニオン・フェノーサ株の84.77%を所有、金融機関との間で貸付金の清算文書並びに株式売買契約を締結、ウニオン・フェノーサの発行済み株式の95.22%を所有するに至った。
4月末、両社の取締役会において、ウニオン・フェノーサとウニオン・フェノーサ・ヘネラションの吸収による両社の合併計画が了承された。そしてウニオン・フェノーサ株5に対してガス・ナトゥラル株3の交換が提案された。
2009年9月4日、ウニオン・フェノーサ株の市場での売買は停止され（上場廃止）、ガス・ナトゥラルに完全に統合された。

## 炭素排出
| 年     | 生産量 (TWh) | CO2放出 (Gt) | kg/MWh |
| ------ | ------------ | ------------ | ------ |
| 2002年 | 24           | 16.38        | 683    |
| 2003年 | 26           | 15.1         | 584    |
| 2004年 | 27           | 16.54        | 612    |
| 2005年 | 29           | 16.49        | 572    |
| 2006年 | 31           | 15.82        | 514    |
| 2007年 | 34           | 18.2         | 535    |
| 2008年 | 18           | 7.26         | 398    |
| 2009年 | 29           | 9.48         | 330    |

## 部門

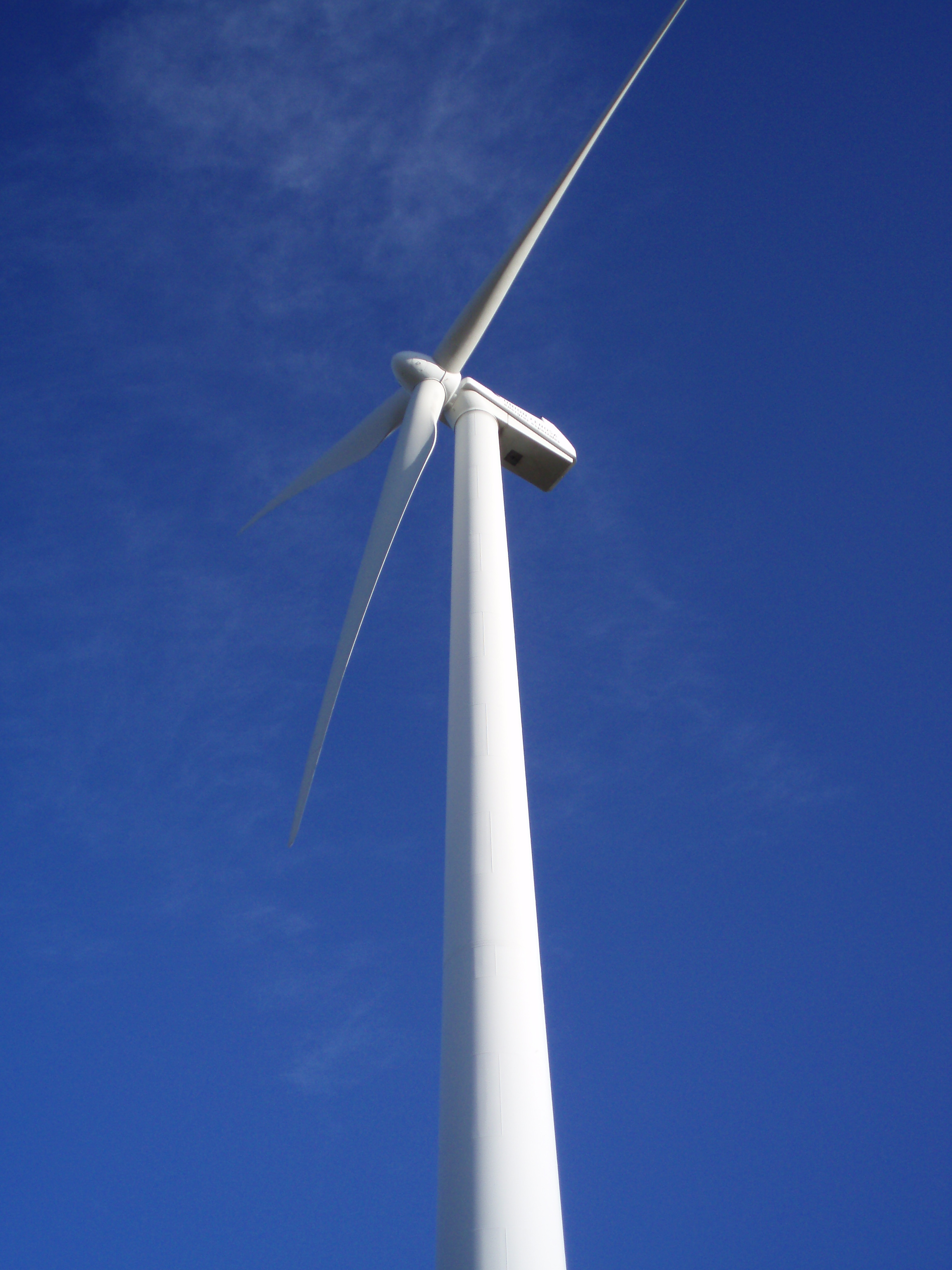
ウニオンフェノーサの風力発電機

以下のような部門を保有する
- 国内発電と販売
- 国内での物流
- ガス
- 国際電力ビジネス
- その他
  - インドラ(Indra) (11%)

## 株式
株式の45%はACSが保有していた。2008年7月、ガス・ナトゥラルはACSの保有分を76億ユーロで買収することを合意した。

## 註
1. 1 2 3 4  “Annual Results 2008”.   Unión Fenosa. 2009年2月16日閲覧。
2. ↑  Quarterly Report
3. ↑  
“Shareholder information”.   Unión Fenosa. 2006年5月17日時点のオリジナルよりアーカイブ。2008年8月3日閲覧。
4. ↑  
Carlos Ruano (2008年7月30日). “Gas Natural to buy ACS's 45 percent Fenosa stake”. Reuters 2008年8月3日閲覧。
5. ↑  
“Gas Natural to take over Union Fenosa”. Power Engineering. (2008年8月1日) 2008年8月3日閲覧。